# 福井県道229号福井鯖江線
福井県道229号福井鯖江線（ふくいけんどう229ごう ふくいさばえせん）は、福井県福井市と同県鯖江市を結ぶ一般県道。福井市区間は旧国道8号でもあり、｢フェニックス通り｣の愛称を持ち、鯖江市内は福井市境から鯖江大橋北交差点まで｢西縦貫線｣、旧国道8号に戻る鯖江大橋北交差点から最初の越前市境までの間に｢つつじ通り」の愛称がある。
また、国道417号の鯖江市内での経路変更に伴い、鯖江市糺町から東方向へ、福井鉄道福武線神明駅交差点までの旧国道区間（約400 m）を支線として組み入れた。この区間には｢泰澄通り」の愛称がある。

## 路線概要

### 路線データ
- 起点：福井市西木田一丁目（福井県道28号福井朝日武生線、福井県道180号東郷福井線交点）
- 終点：鯖江市宮前二丁目（国道8号交点）

## 通過する自治体
- 福井県
- 福井市 - 鯖江市 - 越前市 - 鯖江市

## 主な接続道路
- 福井県道28号福井朝日武生線・福井県道180号東郷福井線（福井市西木田一丁目・新木田交差点、起点）
- 福井県道182号三尾野別所線（福井市花堂南二丁目・花堂交差点）
- 福井県道181号東郷麻生津線（福井市今市町）
- 福井県道253号清水麻生津線（福井市今市町・音楽堂西口交差点）
- 福井県道32号清水美山線（福井市今市町・今市交差点 - 同市浅水町・浅水駅前交差点で重複）
- 福井県道191号鯖江浅水線（福井市浅水二日町・浅水二日町交差点）
- 福井県道252号三尾野鯖江線（鯖江市東米岡一丁目 - 同市糺町・糺町交差点で重複）
- 福井県道185号鯖江清水線（鯖江市丸山町三丁目）
- 本路線支線（鯖江市糺町・糺町交差点）
- 国道417号（鯖江市糺町・糺町交差点 - 同市有定町二丁目で重複）
  - 国道417号重複区間内の接続:福井県道189号青野鯖江線（鯖江市北野町）
- 福井県道104号鯖江織田線（鯖江市有定町二丁目）
- 福井県道28号福井朝日武生線（西方向は福井県道188号石田家久停車場線重複）（越前市家久町・武生商高口交差点）
- 福井県道188号石田家久停車場線（越前市家久町・武生商高口交差点 - 同・希望橋で重複）
- 国道8号（鯖江市宮前町・サンドーム北交差点、終点）

支線
- 本路線本線（北方向は福井県道252号三尾野鯖江線重複）・国道417号（南方向は本路線本線と重複）（鯖江市糺町・糺町交差点）
- 福井県道186号神明停車場線（鯖江市神明町一丁目・神明駅交差点）

## 沿線
- 福井赤十字病院
- ショッピングシティベル
- 福井工業高等専門学校
- 日野川 - 鯖江大橋及び白鬼女橋の二度渡河。
- 福井県産業振興施設（サンドーム福井）

## 別名
- フェニックス通り（起点 - 福井市上江尻町）
- 西縦貫線（鯖江市鳥羽三丁目・西縦貫線交差点 - 同市有定町一丁目・鯖江大橋北交差点）
- つつじ通り（鯖江市有定町一丁目・鯖江大橋北交差点 - 同市下司町）
- 泰澄通り（支線：鯖江市糺町・糺町交差点 - 同市神明町一丁目・神明駅交差点）